# Real Orden de Reconocimiento Civil a las Víctimas del Terrorismo
La Real Orden de Reconocimiento Civil a las Víctimas del Terrorismo nace con la intención de honrar a fallecidos, heridos o secuestrados en actos terroristas en España. Se funda en virtud del artículo 4 de la Ley 32/1999, de 8 de octubre, de Solidaridad con las Víctimas del Terrorismo y se regula por la Ley 29/2011, de 22 de septiembre, de Reconocimiento y Protección Integral a las Víctimas del Terrorismo y su propio Reglamento, aprobado por el Real Decreto 671/2013, de 6 de septiembre.
La Cancillería de la Real Orden está radicada en la Subsecretaría del Ministerio del Interior. El gran canciller de la Real Orden es el ministro del Interior y el canciller de la misma el subsecretario del Departamento.  Hasta 2011, el gran canciller era el ministro de la Presidencia.

## Grados
La Real Orden de Reconocimiento Civil a las Víctimas del Terrorismo comprende los siguientes grados:
- Gran Cruz: Concedida, a título póstumo, a los fallecidos en actos terroristas. Se concede por Real Decreto aprobado por el Consejo de Ministros y lleva anejo el tratamiento de Excelencia.
- Encomienda: Heridos y secuestrados en actos terroristas. Se concede por Orden Ministerial del Ministro del Interior y lleva anejo el tratamiento de Ilustrísimo Señor o Ilustrísima Señora.
- Insignia: Que se otorgará a los que tengan la condición de amenazados, a los ilesos en atentado terrorista, así como al cónyuge del fallecido o persona ligada con él por análoga relación de afectividad, los padres y los hijos, los abuelos, los hermanos y los nietos de los fallecidos, así como a los familiares de los heridos que hayan sufrido lesiones incapacitantes en sus distintos grados hasta el segundo grado de consanguinidad y lleva anejo el tratamiento de Señor o Señora.

## Desposesión de distinciones
El agraciado con cualesquiera de las categorías que haya sido sentenciado por la comisión de un delito doloso o pública y notoriamente haya incurrido en actos contrario a las razones determinantes de la concesión de la distinción podrá, en virtud de expediente iniciado de oficio o por denuncia motivada, y con intervención del fiscal de la Real Orden, ser desposeído del título correspondiente a la distinción concedida, decisión que corresponde a quien la otorgó.[cita requerida]